# Millettia trifoliata
Millettia trifoliata är en ärtväxtart som beskrevs av Stephen Troyte Dunn. Millettia trifoliata ingår i släktet Millettia och familjen ärtväxter. Inga underarter finns listade i Catalogue of Life.